# Müggelheim
Müggelheim är en stadsdel i stadsdelsområdet Treptow-Köpenick i Berlin.
Stadsdelen ligger i Berlins sydöstra stadsskog, vid stadsgränsen, och gränser till flera insjöar och floder.
Samhället grundades 1747 av tjugo familjer från orten Odernheim i hertigdömet Pfalz-Zweibrücken. De kom på grund av flera privilegier som Fredrik II av Preussen hade utlovad för protestantiska invandrare. Byns kyrka byggdes 1804 och 1920 blev Müggelheim som då endast hade 186 invånare en del av Storberlin. Under början av 1900-talet tillkom flera privatbostäder för Berlinbor som ville leva i det gröna. Under andra världskriget byggdes dessutom många nödbostäder för dem som miste sina hem under bombningarna.
Müggelheim är ansluten till Berlins busstrafik med linjen X69 från pendeltågsstationen (S-Bahn) Köpenick.